# Jaap van Zorge
Jan Jacob (Jaap) van Zorge (Wetering, 5 juli 1934) is een Nederlands politicus van de PvdA.
Hij werd in Overijssel geboren in de buurt van Steenwijk maar bracht zijn jeugd door in de Betuwe en heeft daarna sociologie gestudeerd aan de Rijksuniversiteit Groningen. In maart 1964 trad hij in dienst bij het ministerie van Landbouw waar hij werkzaam was bij de afdeling Europese Economische Gemeenschap. Later werd hij referendaris bij het ministerie van Buitenlandse Zaken en eind 1970 ging hij als referendaris werken bij de provinciale griffie van Friesland. In december 1973 werd Van Zorge de burgemeester van Dwingeloo en in oktober 1984 volgde zijn benoeming tot burgemeester van Odoorn. In maart 1995 ging hij daar vervroegd met pensioen.
Van Zorge was een voorstander van de traditie van het rapen van kievietseieren. In 1983 kwam hij als burgemeester van Dwingeloo in het nieuws als vinder van het eerste kievietsei in Drenthe, echter bleek de zoon van de boer op wiens land hij het ei vond hem voor geweest te zijn. In 1993 verzette hij zich tegen het plan van staatssecretaris Dzsingisz Gabor om deze traditie te beperken tot Friesland.
Als burgemeester van Odoorn, en in die hoedanigheid voorzitter van de Brandweer Hulpverlenings Dienst (BHD) Zuid-oost Drenthe, volgde Van Zorge in 1989 een oproep van Van Kooten en De Bie om de sirenes op de eerste maandag van de maand niet af te laten gaan in die regio als teken van de verbeterende verhoudingen tussen Oost en West.